# Samuel L. Jackson
Samuel Leroy Jackson (Washington, DC, 21 de dezembro de 1948) é um ator e produtor norte-americano. Alcançou a fama no início da década de 1990.
Recebeu diversos prêmios por suas atuações cinematográficas e atua em diversas mídias além de filmes, como séries de televisão, dublagem de videogames e etc. Samuel declarou que os filmes permitem-no "fazer coisas que via quando criança".
Jackson é o ator mais prolífico da história do cinema, com os filmes que participou lucrando, no total, mais de US$ 7,1 bilhões de dólares nos Estados Unidos. Mundialmente, os filmes que ele participou lucraram  US$ 16,7 bilhões.

## Biografia
Embora tendo nascido na capital americana, cresceu como filho único em Chattanooga, no Tennessee, com sua mãe, Elizabeth Jackson (nome de solteira Montgomery), que trabalhava numa fábrica e depois foi fornecedora de materiais para uma instituição mental, com seus avós maternos e parentes. Seu pai viveu longe da família, em Kansas City (Missouri), onde morreu de alcoolismo; Jackson viu o pai somente três  vezes na vida. De acordo com testes de DNA, Jackson descende parcialmente do povo Benga do Gabão e se tornou cidadão naturalizado do Gabão em 2019.
Em Chattanooga estudou na Riverside High (atualmente denominada Chattanooga School for the Arts and Sciences), uma escola segregada onde, durante alguns anos, tocou trompa e trompete na orquestra escolar. Fez faculdade na Morehouse College, de Atlanta, onde co-fundou um grupo chamado "Just Us Theater". Formou-se em 1972.

### Ativismo pelos direitos civis
Depois do assassinato em 1968 do líder pacifista pela igualdade racial nos Estados Unidos, Martin Luther King Jr., Jackson participou do funeral como um dos recepcionistas. Dali voou para Memphis, para participar da marcha pela igualdade. Numa entrevista na revista Parade, Jackson revelou: "Eu estava com raiva por causa do assassinato, mas não fiquei chocado com isto. Eu sabia que a mudança levaria a algo diferente - não a protestos pacíficos, não uma coexistência tranquila."
Em 1969 Jackson e muitos outros estudantes mantiveram presos como reféns no Campus vários membros do Morehouse College (inclusive o Sr. Martin Luther King), exigindo mudanças no currículo e na administração escolares. O colégio aceitou algumas das reivindicações, mas Jackson foi suspenso por dois anos em consequência de seus atos (embora para lá retornasse, obtendo o seu bacharelado em Artes Dramáticas, em 1972).
Jackson decidiu permanecer em Atlanta, junto a Stokely Carmichael, H. Rap Brown e outros ativistas do movimento Black Power. Na mesma entrevista à Parade, revelou que sentiu seu envolvimento com o movimento aumentar, especialmente quando o grupo começou a comprar armas. Mas, antes de se envolver em qualquer luta armada significante, sua mãe o enviou para Los Angeles, depois que o FBI informou que morreria dentro de um ano se continuasse envolvido com o Black Power.

### Vida pessoal

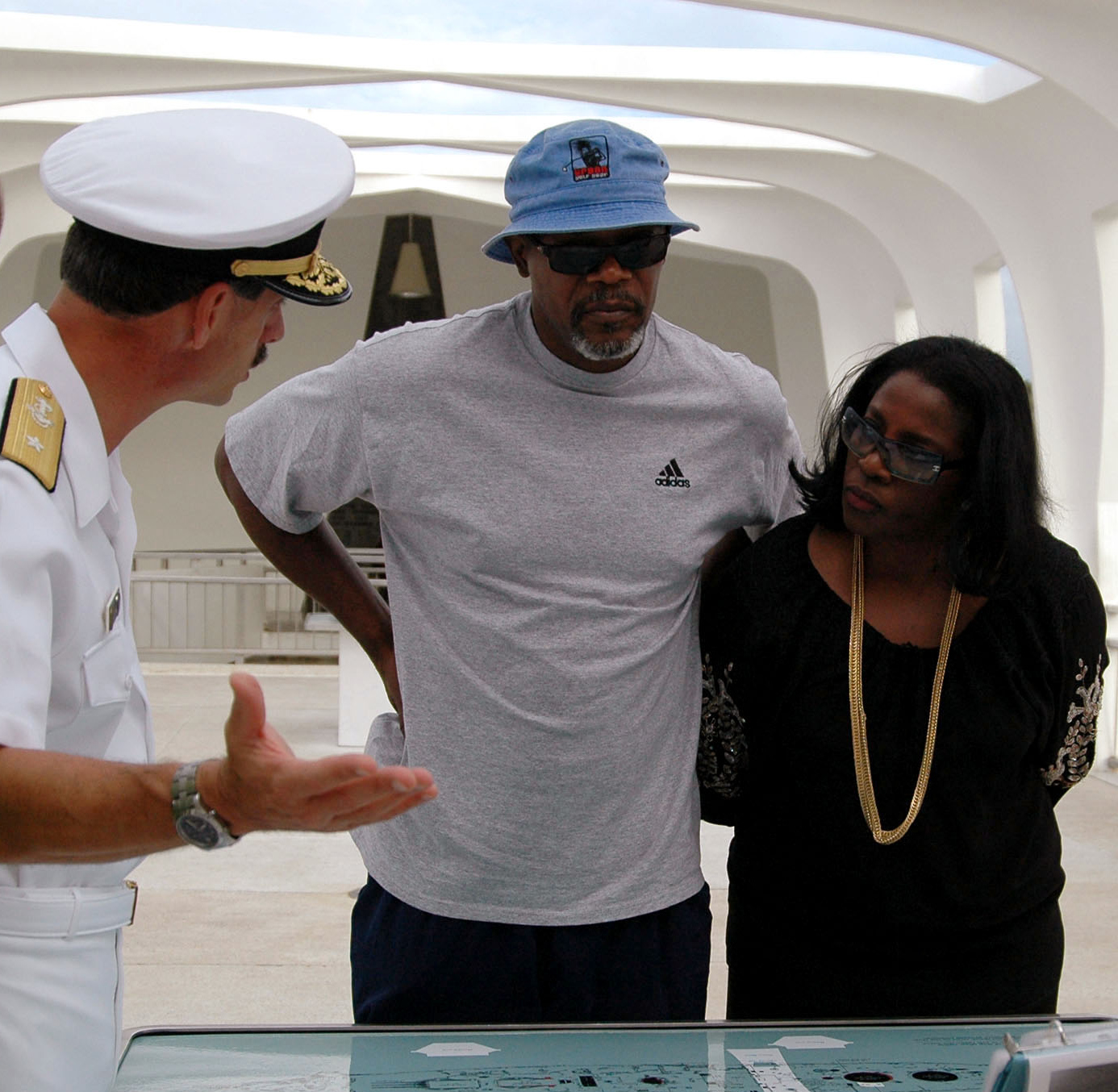
Samuel L. Jackson com a esposa, Latanya Richardson, em viagem à base de Pearl Harbor.

Jackson casou-se com a atriz Latanya Richardson, que conhecera ainda nos tempos do Morehouse College. O casal, que vive em Los Angeles, tem uma filha - Zoe - nascida em 1982.

Jackson é um fã de futebol americano e torce para o Atlanta Falcons, e de basquetebol, tendo especial predileção pelas equipes do Toronto Raptors e dos Harlem Globetrotters. Apesar de o futebol não ser muito popular nos Estados Unidos, é torcedor do Liverpool F.C., time que conheceu durante as filmagens de The 51st State na cidade inglesa de Liverpool.

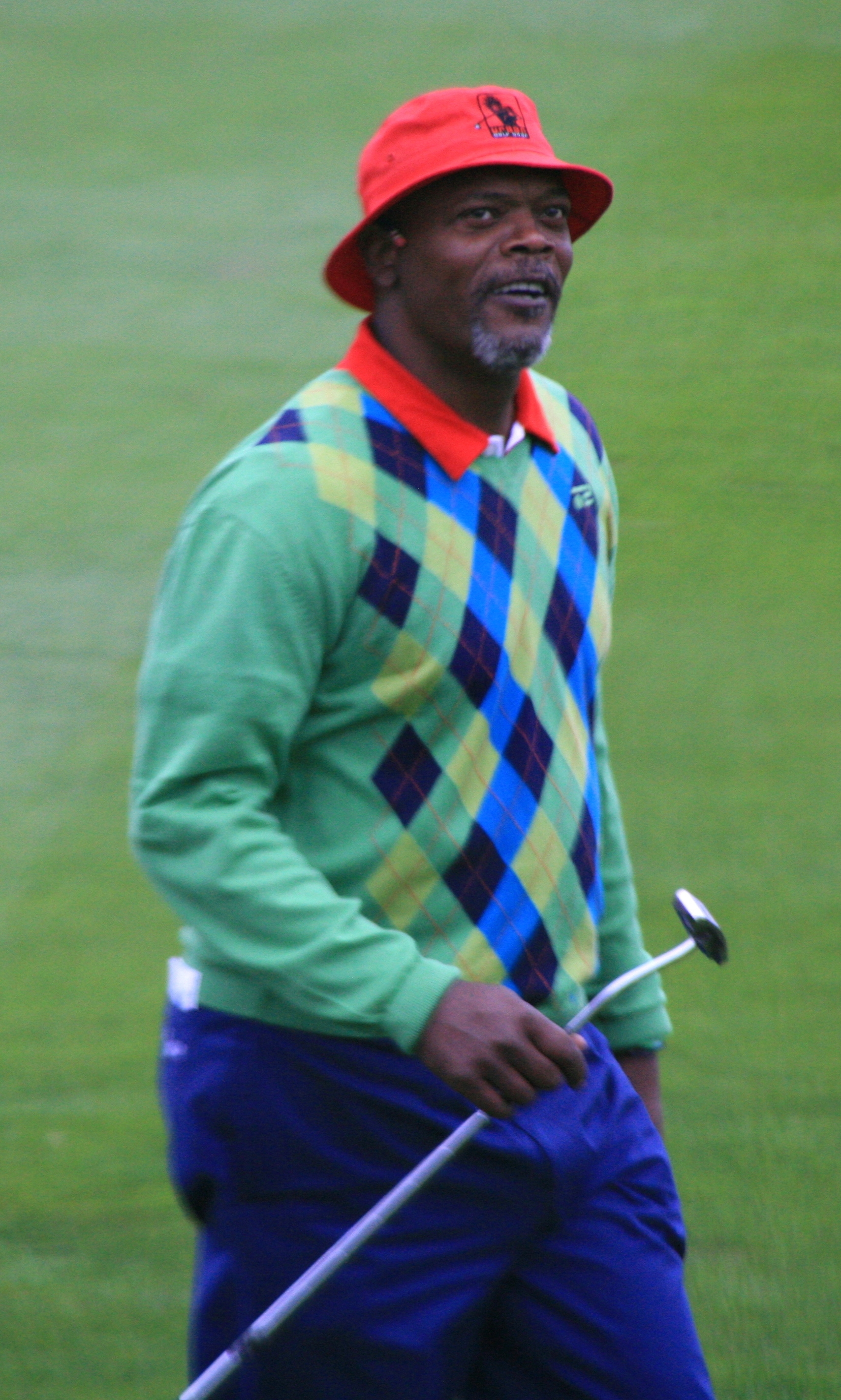
Jackson, durante partida de golfe

É um entusiasta jogador de golfe, esporte que aprendeu a jogar e apreciar. Declarou certa feita que, se tivesse de escolher outra carreira, tentaria "jogar golfe na PGA tour" e que no campo de golfe é o único lugar em que pode ir "vestido como um gigolô e ser perfeitamente aceito". Declarou, numa entrevista, que seus contratos de filmagem têm uma cláusula que o permitem jogar golfe duas vezes por semana.
Numa entrevista, revelou que assiste a todos os seus filmes, como um espectador normal que paga ingresso nos cinemas e que "até nos meus anos de teatro desejava assistir às minhas peças, enquanto estava atuando! Eu cuido de vigiar meu próprio trabalho". Sobre esse senso crítico de observar seus próprios trabalhos, Jackson declarou, comparando o trabalho nos filmes e no teatro, que "Um dá gratificação imediata, e outro, a longo prazo. No teatro você faz algo que tem começo, meio e fim todos os dias. E sente que está dividindo sua energia com o público. Ao fazer cinema, você tem que ter auto-confiança e sentir quando a cena está certa." Também gosta de colecionar os bonecos dos personagens dos filmes em que atua ou dubla, como Jules Winnfield, Shaft, Mace Windu, e Frozone.
Jackson é calvo na vida real, embora goste de usar perucas pouco usuais nos seus filmes. Para o filme Black Snake Moan, permitiram que ele escolhesse o penteado para seu personagem. É fã de quadrinhos de animes (mangás).
Em 2002 irritou-se com a acusação de que o personagem Jar Jar Binks tinha conotação racista por conta do sotaque jamaicano, declarou "Ele é um alienígena. Deixem o coitado em paz e curtam o filme." Durante o Festival de Cinema do Rio, em 2003, declarou-se favorável ao porte de armas, e que possuía uma.

## Filmografia

### Cinema
| Ano  | Filme                                                         | Título em português                                                                        | Papel                                    | Notas                                                       |
| ---- | ------------------------------------------------------------- | ------------------------------------------------------------------------------------------ | ---------------------------------------- | ----------------------------------------------------------- |
| 1972 | Together for Days                                             |                                                                                            | Stan                                     |                                                             |
| 1977 | The Displaced Person                                          |                                                                                            | Sulk                                     |                                                             |
| 1981 | Ragtime                                                       | BR: Na Época do Ragtime PT: Ragtime                                                        | Membro da gangue nº 2                    |                                                             |
| 1987 | Eddie Murphy Raw                                              | BR: Eddie Murphy Sem Censura                                                               | Tio de Eddie                             | Aparece brevemente no esquete que precede as cenas do show. |
| 1988 | Coming to America                                             | BR: Um Príncipe em Nova York PT: Um Príncipe em Nova Iorque                                | Assaltante                               |                                                             |
| 1988 | School Daze                                                   | BR: Revolução Estudantil / Lute Pela Coisa Certa                                           | Leeds                                    |                                                             |
| 1989 | Do the Right Thing                                            | br: Faça a Coisa Certa                                                                     | Mister Señor Love Daddy                  |                                                             |
| 1989 | The Exorcist III                                              | PT/BR: O Exorcista 3                                                                       | Homem cego do sonho                      |                                                             |
| 1989 | Sea of Love                                                   |                                                                                            | Homem negro                              |                                                             |
| 1990 | Goodfellas                                                    | br: Os Bons Companheiros                                                                   | Stacks Edwards                           |                                                             |
| 1990 | Mo' Better Blues                                              | br: Mais e Melhores Blues                                                                  | Madlock                                  |                                                             |
| 1990 | Def by Temptation                                             |                                                                                            | Ministro Garth                           |                                                             |
| 1990 | Betsy's Wedding                                               |                                                                                            | Operador de táxi                         |                                                             |
| 1990 | A Shock to the System                                         |                                                                                            | Ulysses                                  |                                                             |
| 1990 | Pretty Woman                                                  | Uma Linda Mulher                                                                           | Andarilho                                |                                                             |
| 1990 | The Return of Superfly                                        |                                                                                            | Nate Cabot                               |                                                             |
| 1991 | Strictly Business                                             | Kevin Hooks                                                                                | Monroe                                   |                                                             |
| 1991 | Jungle Fever                                                  |                                                                                            | Gator Purify                             |                                                             |
| 1992 | Juice                                                         |                                                                                            | Trip                                     |                                                             |
| 1992 | Patriot Games                                                 | BR: Jogos patrióticos PT: Jogos de poder                                                   | LCDR Robby Jackson                       |                                                             |
| 1992 | White Sands                                                   | br: Areias Brancas / pt: Areias Escaldantes                                                | Greg Meeker                              |                                                             |
| 1992 | Jumpin' at the Boneyard                                       |                                                                                            | Sr. Simpson                              |                                                             |
| 1992 | Johnny Suede                                                  |                                                                                            | B-Bop                                    |                                                             |
| 1992 | Fathers & Sons                                                |                                                                                            | Marshall                                 |                                                             |
| 1993 | True Romance                                                  |                                                                                            | Big Don                                  |                                                             |
| 1993 | Menace II Society                                             |                                                                                            | Tat Lawson                               |                                                             |
| 1993 | Loaded Weapon 1                                               |                                                                                            | Sgt. Wes Luger                           |                                                             |
| 1993 | Amos & Andrew                                                 |                                                                                            | Andrew Sterling                          |                                                             |
| 1993 | Jurassic Park                                                 |                                                                                            | John Raymond Arnold                      |                                                             |
| 1993 | The Meteor Man                                                |                                                                                            | Dre                                      |                                                             |
| 1994 | Fresh                                                         | Boaz Yakin                                                                                 | Sam                                      |                                                             |
| 1994 | Pulp Fiction                                                  | BR: Pulp Fiction - Tempos de Violência                                                     | Jules Winnfield                          |                                                             |
| 1994 | Against The Wall                                              |                                                                                            | Jamaal                                   | Filme para a televisão                                      |
| 1994 | The New Age                                                   |                                                                                            | Dale                                     |                                                             |
| 1994 | Hail Caesar                                                   |                                                                                            | Mailman                                  | Part. especial                                              |
| 1994 | Assault at West Point: The Court-Martial of Johnson Whittaker |                                                                                            |                                          |                                                             |
| 1995 | Kiss of Death                                                 |                                                                                            | Calvin Hart                              |                                                             |
| 1995 | Die Hard with a Vengeance                                     |                                                                                            | Zeus Carver                              |                                                             |
| 1995 | Losing Isaiah                                                 |                                                                                            | Kadar Lewis                              |                                                             |
| 1995 | Fluke                                                         |                                                                                            | Rumbo                                    | Voz                                                         |
| 1996 | The Great White Hype                                          |                                                                                            | Rev. Fred Sultan                         |                                                             |
| 1996 | A Time to Kill                                                | Tempo de Matar                                                                             | Carl Lee Hailey                          |                                                             |
| 1996 | The Long Kiss Goodnight                                       |                                                                                            | Mitch Henessey                           |                                                             |
| 1996 | Hard Eight                                                    |                                                                                            | Jimmy                                    |                                                             |
| 1996 | Trees Lounge                                                  |                                                                                            | Wendell                                  |                                                             |
| 1996 | Teens and Guns: Preventing Violence                           |                                                                                            |                                          | Para uso em escolas                                         |
| 1996 | The Search for One-eye Jimmy                                  |                                                                                            | Coronel Ron                              |                                                             |
| 1997 | One Eight Seven                                               |                                                                                            | Trevor Garfield                          |                                                             |
| 1997 | Eve's Bayou                                                   |                                                                                            | Louis Batiste                            | Primeiro trabalho como produtor                             |
| 1997 | Jackie Brown                                                  |                                                                                            | Ordell Robbie                            |                                                             |
| 1998 | Sphere                                                        |                                                                                            | Harry Adams                              |                                                             |
| 1998 | The Negotiator                                                |                                                                                            | Ten. Danny Roman                         |                                                             |
| 1998 | The Red Violin                                                | BR/PT: O Violino Vermelho                                                                  | Charles Morritz                          |                                                             |
| 1998 | Out of Sight                                                  | Steven Soderbergh                                                                          | Con man                                  | Uncredited cameo                                            |
| 1999 | Star Wars Episode I: The Phantom Menace                       | BR: Star Wars - Episódio I: A Ameaça Fantasma                                              | Mace Windu                               |                                                             |
| 1999 | Deep Blue Sea                                                 | BR: Do Fundo do Mar PT: Perigo no Oceano                                                   | Russell Franklin                         |                                                             |
| 1999 | The Black And The White                                       |                                                                                            | Wesley 'Wez' Willis                      |                                                             |
| 2000 | Rules of Engagement                                           |                                                                                            | Cel. Terry L. Childers                   |                                                             |
| 2000 | Shaft                                                         |                                                                                            | John Shaft                               |                                                             |
| 2000 | Unbreakable                                                   |                                                                                            | Elijah Price                             |                                                             |
| 2001 | The Caveman's Valentine                                       |                                                                                            | Romulus Ledbetter                        | Produtor executivo                                          |
| 2002 | Changing Lanes                                                |                                                                                            | Doyle Gipson                             |                                                             |
| 2002 | Star Wars Episode II: Attack of the Clones                    | Ataque dos Clones                                                                          | Mace Windu                               |                                                             |
| 2002 | xXx                                                           | Triplo X                                                                                   | Agente Augustus Gibbons                  |                                                             |
| 2002 | The 51st State                                                | Formula 51                                                                                 | Elmo McElroy                             |                                                             |
| 2003 | Basic                                                         |                                                                                            | Sergeant Nathan West                     |                                                             |
| 2003 | S.W.A.T.                                                      | S.W.A.T. - Comando Especial                                                                | Sgt. Dan 'Hondo' Harrelson               |                                                             |
| 2003 | No Good Deed                                                  |                                                                                            | Jack Friar                               |                                                             |
| 2004 | Twisted                                                       |                                                                                            | John Mills                               |                                                             |
| 2004 | Kill Bill Vol. 2                                              | Kill Bill: Volume 2                                                                        | Rufus                                    |                                                             |
| 2004 | The Incredibles                                               | Os Incríveis                                                                               | Lucius Best/Frozone (Lúcio Barro/Gelado) | Voz                                                         |
| 2004 | In My Country                                                 |                                                                                            | Langston Whitfield                       |                                                             |
| 2004 | Unforgivable Blackness: The Rise and Fall of Jack Johnson     |                                                                                            | Jack Johnson                             | Voz                                                         |
| 2004 | The N-Word                                                    |                                                                                            | Ele próprio                              |                                                             |
| 2005 | Coach Carter                                                  |                                                                                            | Treinador Ken Carter                     |                                                             |
| 2005 | xXx: State of the Union                                       | xXx 2 - Estado de Emergência                                                               | Agente Augustus Gibbons                  |                                                             |
| 2005 | Star Wars Episode III: Revenge of the Sith                    | BR/PT: Star Wars Episódio III: A Vingança dos Sith                                         | Mace Windu                               |                                                             |
| 2005 | The Man                                                       | BR: O Cara PT: Agente Acidental                                                            | Derrick Vann                             |                                                             |
| 2006 | Freedomland                                                   | BR: A Cor de um Crime PT: Freedomland - A Cor de um Crime                                  | Lorenzo Council                          |                                                             |
| 2006 | Snakes on a Plane                                             | BR/PT: Serpentes a Bordo                                                                   | Neville Flynn                            |                                                             |
| 2006 | Home of the Brave                                             | BR: A Volta dos Bravos PT: Terra de Bravos                                                 | Will Marsh                               |                                                             |
| 2007 | Farce of the Penguins                                         | Marcha dos Pinguins                                                                        | Narrator                                 | Voz                                                         |
| 2007 | Black Snake Moan                                              |                                                                                            | Lazarus Woods                            | Também cantou na trilha sonora                              |
| 2007 | 1408                                                          | BR/PT: 1408                                                                                | Gerald Olin                              |                                                             |
| 2007 | Resurrecting the Champ                                        | BR:O Resgate de um Campeão PT: O Renascer do Campeão                                       | Bob Satterfield                          |                                                             |
| 2007 | Cleaner                                                       | BR: Evidências de um Crime PT: Sem Provas                                                  | Tom Cutler                               |                                                             |
| 2008 | Jumper                                                        | Jumper                                                                                     | Agente Roland Cox                        |                                                             |
| 2008 | Iron Man                                                      | br: Homem de Ferro                                                                         | Nick Fury                                | Participação especial não-creditada                         |
| 2008 | Star Wars: The Clone Wars                                     | BR: Star Wars: The Clone Wars PT: Star Wars: A Guerra dos Clones                           | Mace Windu                               | Voz                                                         |
| 2008 | Lakeview Terrace                                              |                                                                                            | Abel Turner                              |                                                             |
| 2008 | Soul Men                                                      |                                                                                            | Louis Hinds                              |                                                             |
| 2008 | The Spirit                                                    |                                                                                            | The Octopus                              |                                                             |
| 2009 | Astro Boy                                                     | BR/PT: Astro Boy                                                                           | Zog                                      | Voz                                                         |
| 2009 | Inglorious Bastards                                           | BR: Bastardos Inglórios PT: Sacanas Sem Lei                                                | Narrador                                 | Voz apenas, não-creditado                                   |
| 2010 | Mother and Child                                              | br: Destinos Ligados                                                                       | Paul                                     |                                                             |
| 2010 | Unthinkable                                                   | br: Ameaça Terrorista                                                                      | H                                        |                                                             |
| 2010 | Iron Man 2                                                    | br: Homem de Ferro 2                                                                       | Nick Fury                                |                                                             |
| 2010 | The Other Guys                                                | BR: Os Outros Caras PT: Agentes de Reserva                                                 | Detetive Highsmith                       |                                                             |
| 2010 | Vengeance: A Love Story                                       | BR: Uma História de Vingança                                                               | John Dromoor                             |                                                             |
| 2011 | Thor                                                          | BR/PT: Thor                                                                                | Nick Fury                                | Participação especial não-creditada                         |
| 2011 | Captain America: The First Avenger                            | BR/PT: Capitão América: O Primeiro Vingador                                                | Nick Fury                                | Participação especial não-creditada                         |
| 2011 | The Sunset Limited                                            |                                                                                            | Black                                    |                                                             |
| 2012 | Meeting Evil                                                  | br: Encontro Maligno                                                                       | murder                                   |                                                             |
| 2012 | The Samaritan                                                 | br: O Samaritano                                                                           | Foley                                    |                                                             |
| 2012 | The Avengers                                                  | BR: Os Vingadores - The Avengers / Marvel's Avengers: Os Vingadores PT: Os Vingadores      | Nick Fury                                |                                                             |
| 2012 | Django Unchained                                              | br: Django Livre                                                                           | Stephen                                  |                                                             |
| 2014 | Robocop                                                       | br: RoboCop                                                                                | Pat Novak                                |                                                             |
| 2014 | Captain America: The Winter Soldier                           | br: Capitão América 2 - O Soldado Invernal                                                 | Nick Fury                                |                                                             |
| 2014 | Reasonable Doubt                                              | br: Um Álibi Perfeito                                                                      | Clinton Davis                            |                                                             |
| 2015 | Avengers: Age of Ultron                                       | br: Vingadores: A Era de Ultron                                                            |                                          |                                                             |
| 2015 | Kingsman: The Secret Service                                  | br: Kingsman: Serviço Secreto                                                              | Valentine                                |                                                             |
| 2015 | The Hateful Eight                                             | br: Os Oito Odiados                                                                        | Major Marquis Warren                     |                                                             |
| 2016 | Miss Peregrine's Home for Peculiar Children                   | BR: O Lar das Crianças Peculiares PT: A Casa da Senhora Peregrine para Crianças Peculiares | Barron                                   |                                                             |
| 2016 | The Legend of Tarzan                                          | br: A lenda de Tarzan                                                                      | George Washington Williams               |                                                             |
| 2016 | Cell                                                          | BR: Celular PT: Cell: Chamada Para a Morte                                                 | Tom McCourt                              |                                                             |
| 2017 | Kong: Skull Island                                            | br: Kong: A Ilha da Caveira                                                                | Cel. Packard                             |                                                             |
| 2017 | The Hitman's Bodyguard                                        | br: O Guarda-Costas e o Assassino                                                          | Darius Kincaid                           |                                                             |
| 2018 | Avengers: Infinity War                                        | br: Vingadores: Guerra Infinita                                                            | Nick Fury                                | Participação especial não-creditada                         |
| 2019 | Glass                                                         | br: Vidro                                                                                  | Elijah Price                             |                                                             |
| 2019 | Captian Marvel                                                | br: Capitã Marvel                                                                          | Nick Fury                                |                                                             |
| 2019 | Avengers: Endgame                                             | br: Vingadores: Ultimato                                                                   | Nick Fury                                |                                                             |
| 2019 | Spider-Man: Far From Home                                     | BR/PT: Homem-Aranha: Longe de Casa                                                         | Nick Fury                                |                                                             |
| 2019 | Unicorn Store                                                 | Br: Loja de Unicórnios                                                                     | O Vendedor                               |                                                             |
| 2019 | Shaft (Netflix)                                               | Shaft (Netflix)                                                                            | John Shaft                               |                                                             |
| 2021 | The Protégé                                                   | The Protégé                                                                                | Moody Dutton                             |                                                             |
| 2022 | Paws of Fury: The Legend of Hank                              | br: O Lendário Cão Guerreiro                                                               | Jimbo                                    | Voz                                                         |
| 2022 | Argylle                                                       | Argylle                                                                                    | Não Revelado                             | [ 118 ]                                                     |
| 2024 | Garfield                                                      |                                                                                            | Vic                                      | Voz                                                         |
| 2024 | The Piano Lesson                                              |                                                                                            | Doaker Charles                           |                                                             |

### Televisão
| Ano       | Título                                                 | Papel                         | Obs.                                     |
| --------- | ------------------------------------------------------ | ----------------------------- | ---------------------------------------- |
| 1978      | The Trial of the Moke                                  |                               |                                          |
| 1987      | Uncle Tom's Cabin                                      | George                        |                                          |
| 1989      | Dead Man Out                                           | Calvin Fredricks              |                                          |
| 1991      | Law & Order                                            | Taggert                       | Episódio "The Violence of Summer"        |
| 1992      | Ghostwriter                                            | Reggie Jenkins                |                                          |
| 1995      | Shaquille O'Neal: Larger than Life                     |                               | Narrador                                 |
| 1997      | Happily Ever After: Fairy Tales for Every Child        | O Prefeito (voz)              | Episódio "The Pied Piper"                |
| 1997      | Off the Menu: The Last Days of Chasen's                |                               |                                          |
| 1997      | Shari Springer Berman, Robert Pulcini                  |                               |                                          |
| 1997      | The Directors: John Frankenheimer                      |                               | Robert J. Emery                          |
| 1999      | Forever Hollywood                                      |                               | Todd McCarthy, Arnold Glassman           |
| 2001      | The Proud Family                                       | Joseph (voz)                  | Episódio "Seven Days of Kwanzaa"         |
| 2002      | Fighting for Freedom: Revolution & Civil War           | Narrador                      |                                          |
| 2002      | The Art of Action: Martial Arts in the Movies          | Apresentador                  |                                          |
| 2002      | Unchained Memories: Readings from the Slave Narratives |                               | Ed Bell                                  |
| 2005-2010 | The Boondocks                                          | Gin Rummy                     | Voz em cinco episódios                   |
| 2005      | Extras                                                 | Ele próprio                   | Episódio "Samuel L Jackson"              |
| 2006      | Honor Deferred                                         | Narrador                      |                                          |
| 2007      | Afro Samurai                                           | Afro Samurai/Ninja Ninja      | Voz, produtor executivo                  |
| 2007      | Respect Yourself: The Stax Records Story               | Narrador                      | John Walker                              |
| 2007      | Stax 50th Anniversary Concert                          |                               | David Leonard                            |
| 2009      | Afro Samurai: Resurrection                             | Afro Samurai/Ninja Ninja      | Voz, produtor                            |
| 2009      | Un-broke: What You Need to Know About Money            | Autor de livros de auto-ajuda | Especial para a televisão                |
| 2011      | The Sunset Limited                                     | Black                         |                                          |
| 2013      | Agents of S.H.I.E.L.D.                                 | Nick Fury                     | 1ª temporada, 2º episódio e 22º episódio |
| 2021      | What If...?                                            | Nick Fury                     | Voz, 4 episódios                         |
| 2023      | Secret Invasion                                        | Nick Fury                     | Protagonista                             |

### Videogame
| Ano  | Título                        | Papel                                    |
| ---- | ----------------------------- | ---------------------------------------- |
| 2004 | Grand Theft Auto: San Andreas | Frank Tenpenny                           |
| 2004 | The Incredibles               | Lucius Best/Frozone (Lúcio Barro/Gelado) |
| 2008 | Afro Samurai/Ninja Ninja      | Afro Samurai                             |
| 2010 | Iron Man 2                    | Nick Fury                                |

## Prêmios e indicações
- Indicação ao Oscar de Melhor Ator (coadjuvante/secundário), por Pulp Fiction - Tempo de Violência (1994).
- Indicação ao Globo de Ouro de Melhor Ator - Comédia/Musical, por Jackie Brown (1997).
- Indicação ao Globo de Ouro de Melhor Ator - Filme para TV / Mini-série, por Attica: A Solução Final (1994).
- Duas indicações ao Globo de Ouro de Melhor Ator (coadjuvante/secundário), por Pulp Fiction - Tempo de Violência (1994) e Tempo de Matar (1996).
- BAFTA[desambiguação necessária] de Melhor Ator (coadjuvante/secundário), por Pulp Fiction - Tempo de Violência (1994).
- Independent Spirit Awards de Melhor Filme de Estreia, por Amores Divididos (1997).
- Independent Spirit Awards de Melhor Ator, por Pulp Fiction - Tempo de Violência (1994).
- Indicação ao Independent Spirit Awards de Melhor Ator (coadjuvante/secundário), por Sydney (1996).
- Prêmio de Melhor Ator (coadjuvante/secundário), no Festival de Cannes, por Febre da Selva (1991).
- Urso de Prata de Melhor Ator, no Festival de Berlim, por Jackie Brown (1997).
- Indicação ao MTV Movie Awards de Melhor Ator, por Jackie Brown (1997).
- Indicação ao MTV Movie Awards de Melhor Dupla, por Pulp Fiction - Tempo de Violência (1994).
- Indicação ao MTV Movie Awards de o Mais Bem Vestido, por Shaft (2000).
- Spike Video Game Awards (agora chamado The Game Awards) de Melhor Interpretação por Grand Theft Auto:San Andreas (2004).
- Indicação ao Critics' Choice Television Awards de Melhor Ator em Série Limitada ou Filme Feito para a Televisão, por The Last Days of Ptolemy Grey (2022).